# Journal of Infectious Diseases
Journal of Infectious Diseases (JID) は、1904年に創刊された査読つきの学術誌。米国感染症学会の学術誌として創刊され、現在はオックスフォード大学出版局が発行している。
微生物学、細菌学、ウイルス学、寄生虫学、免疫学分野といった多岐に渡る研究を載せている。現在の主要編集者はハーバード大学のMartin S. Hirschが務めている。